# Atypus seogwipoensis
Espèce
Atypus seogwipoensis est une espèce d'araignées mygalomorphes de la famille des Atypidae.

## Distribution
Cette espèce est endémique de Corée du Sud.

## Étymologie
Son nom d'espèce, composé de seogwipo et du suffixe latin -ensis, « qui vit dans, qui habite », lui a été donné en référence au lieu de sa découverte, Seogwipo.

## Publication originale
- Kim, Ye & Noh, 2015 : A new species of the genus Atypus Latreille, 1804 (Araneae: Atypidae) from Korea. Korean Arachnology, vol. 31, no 2, p. 45-51.